# 容疑者 (1944年の映画)
『容疑者』（ようぎしゃ）は、1944年の映画。ジェームズ・ロナルドの小説『This way out』を原作とし、1902年のロンドンを舞台としている。
監督をロバート・シオドマク、脚本をバートラム・ミルハウザー、アーサー・T・ホーマンが担当。
原題は『The Suspect』。

## キャスト
- フィリップ・マーシャル - チャールズ・ロートン
- メアリー・グレイ - エラ・レインズ
- ジョン・マーシャル - ディーン・ハレンズ
- ハクスリー検査官 - スタンリー・リッジス
- ギルバート・シモンズ - ヘンリー・ダニエル
- コーラ・マーシャル - ロザリンド・イワン
- エディス・シモンズ夫人 - モリー・ラモント
- メリデュー - レイモンド・セバーン
- シビル - イブ・アンバー
- パッカー夫人 - モード・エバーン
- パッカー氏 - クリフォード・ブルック
- グリズウォルド - ジェラルド・ハマー[注 1]
- キース・ヒッチコック[注 1]
- ジェブネ氏 - オラフ・ヒッテン[注 1]

## スタッフ
- 原作 - ジェームズ・ロナルド『This way out』
- 脚本 - バートラム・ミルハウザー、アーサー・T・ホーマン
- 監督 - ロバート・シオドマク
- 製作 - イスリン・オースター
- 音楽 - フランク・スキナー
- 編集 - アーサー・ヒルトン
- 制作 - ユニバーサル・ピクチャーズ
- 配給 - ユニバーサル・ピクチャーズ